# Piscina

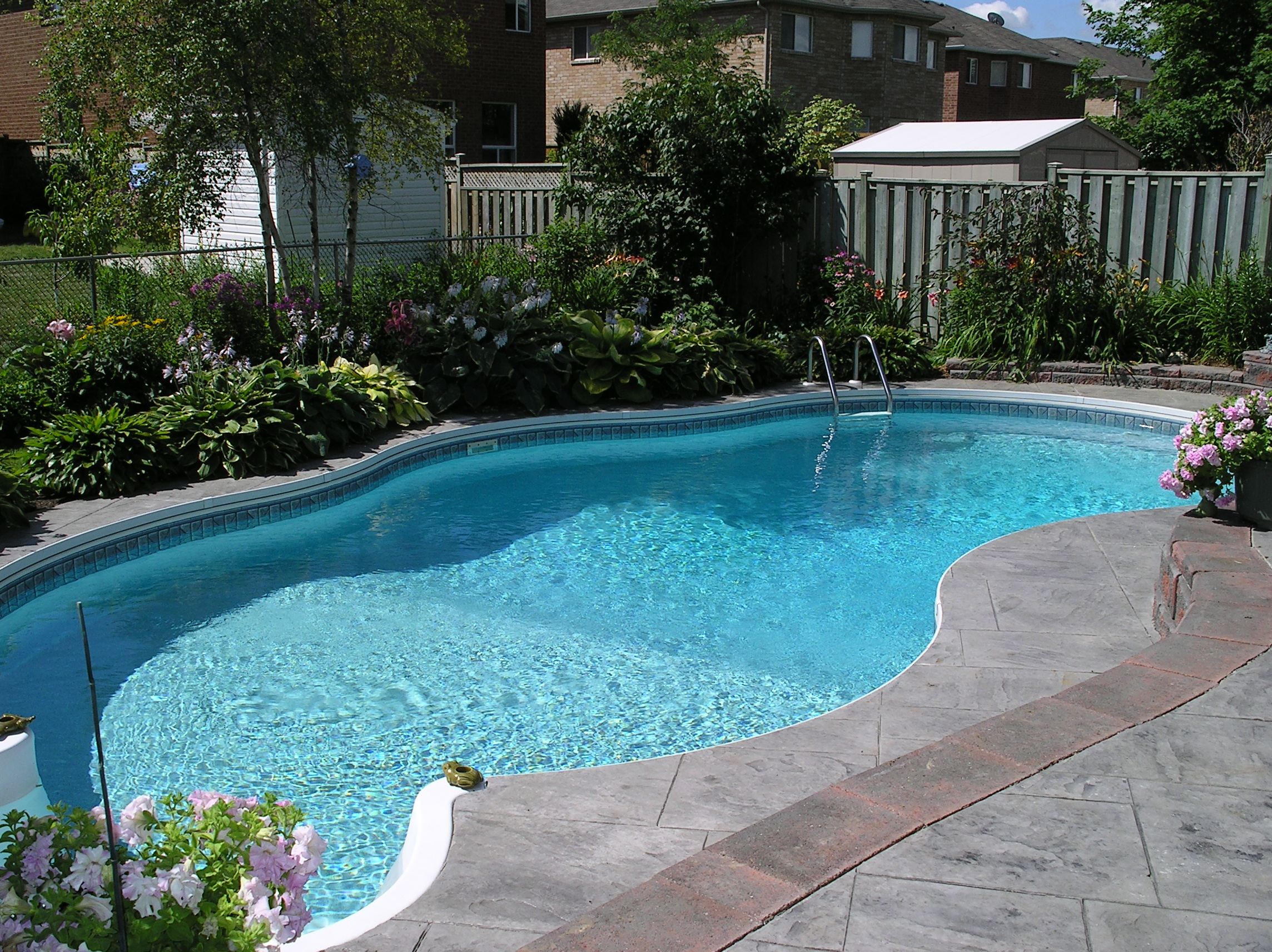
Piscina de patio de una casa.

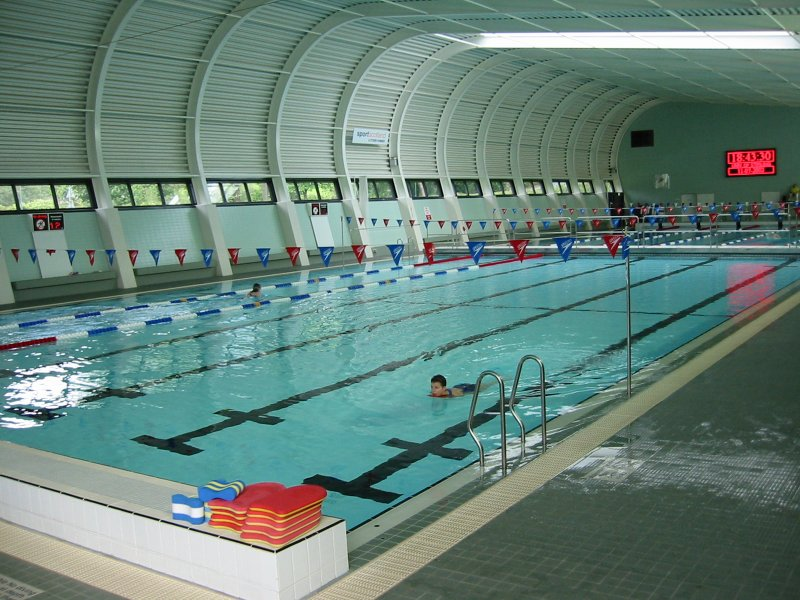
Piscina en la Universidad de Stirling.

Una piscina es un estanque artificial destinado al baño y deportes como la natación. Se trata de una estructura diseñada para retener agua y permitir la natación u otras actividades de ocio. Las piscinas se pueden construir en el suelo (piscinas enterradas) o construidas sobre el suelo (como una construcción independiente o como parte de un edificio u otra estructura más grande), y se pueden encontrar como una característica a bordo de transatlánticos y cruceros. Las piscinas enterradas suelen construirse con materiales como hormigón, piedra natural, metal, plástico, compuestos o fibra de vidrio, y pueden tener un tamaño y una forma personalizados o construirse con un tamaño estandarizado, el más grande de los cuales es la piscina olímpica.
Muchos clubes de salud, gimnasios y clubes privados tienen piscinas que se utilizan principalmente para hacer ejercicio o divertirse. Es común que los municipios de todos los tamaños proporcionen piscinas para uso público. Muchas de estas piscinas municipales son piscinas al aire libre pero también se pueden encontrar piscinas cubiertas en edificios como natatorios y centros de ocio. Los hoteles pueden tener piscinas disponibles para que sus huéspedes las usen en su propio tiempo libre (algunos pueden también tener al opción de permitir el acceso al público en general previo pago de una entrada). Las piscinas como característica de los hoteles son más comunes en las zonas turísticas o cerca de los centros de convenciones. Las instalaciones educativas, como las escuelas secundarias y las universidades, a veces tienen piscinas para clases de educación física, actividades recreativas, ocio y atletismo competitivo, como equipos de natación. Los jacuzzis y los spas son piscinas llenas de agua que se calienta y luego se usa para relajación o hidroterapia. Las piscinas especialmente diseñadas también se utilizan para el buceo, los deportes acuáticos y la fisioterapia, así como para el entrenamiento de socorristas y astronautas. Las piscinas suelen utilizar agua con cloro o agua salada, y pueden calentarse o no calentarse.

## Etimología

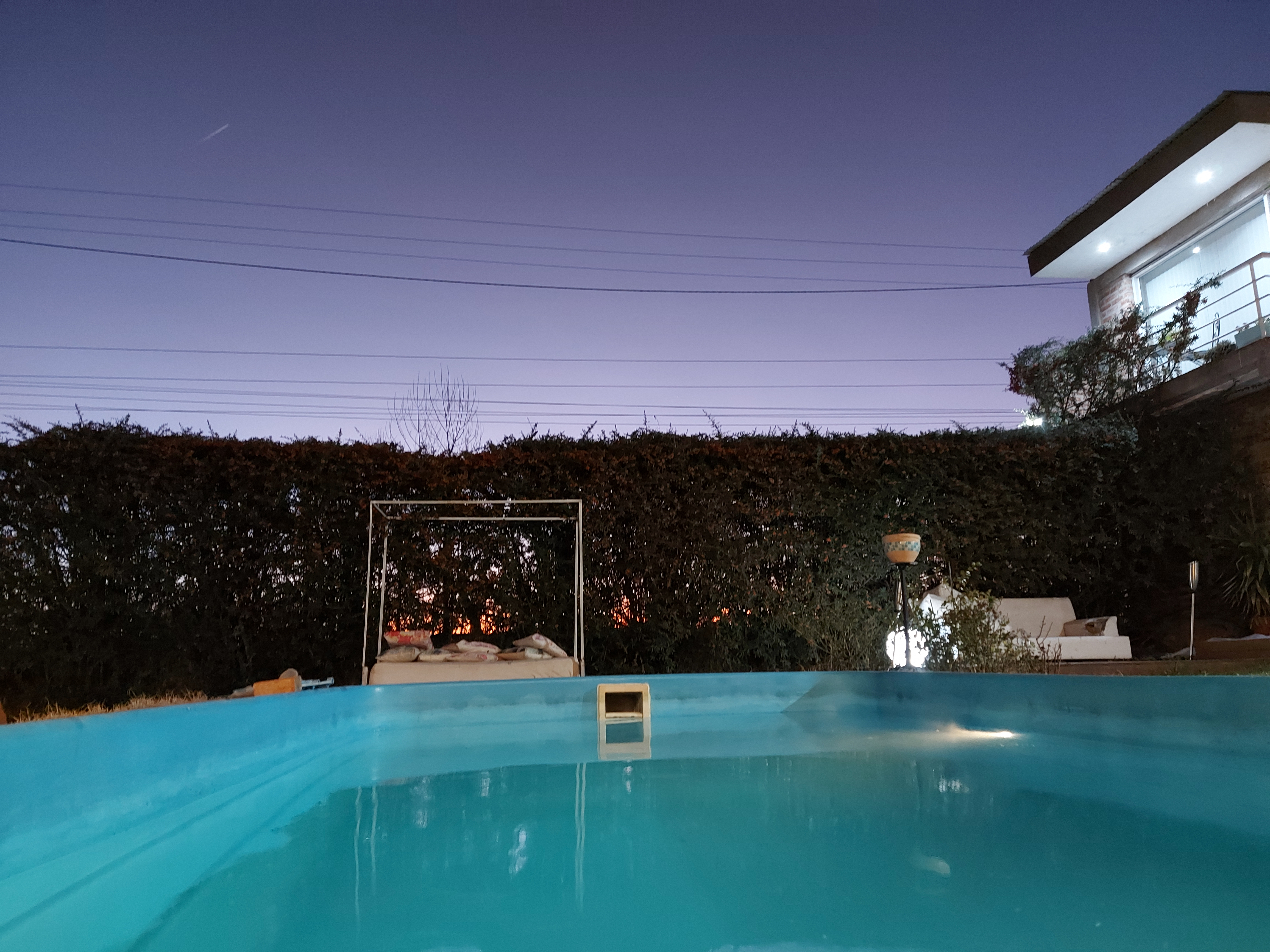
Piscina prefabricada en Patagonia

La palabra piscina viene del latín piscis "pez" y originalmente se utilizaba para designar pozos para peces de agua dulce o salada. También se utilizó para designar los depósitos de agua conectados a los acueductos. Los primeros cristianos utilizaron la palabra piscina para designar la pila bautismal. Efectivamente, antes de la invención de las depuradoras, en las albercas, de baño o decorativas, al aire libre, se utilizaban peces para la limpieza del agua, puesto que se comían las larvas de insectos, y de ahí viene el nombre. 
En algunos países, particularmente México, se utiliza la palabra alberca, de origen árabe, en vez de piscina si se trata de una piscina grande para nadar. Si se trata de una piscina pequeña de poca profundidad, normalmente para uso infantil, recibe el nombre de chapoteadero.
En otros países, como Argentina, se denomina pileta de natación o simplemente pileta.

## Historia

### Premodernidad

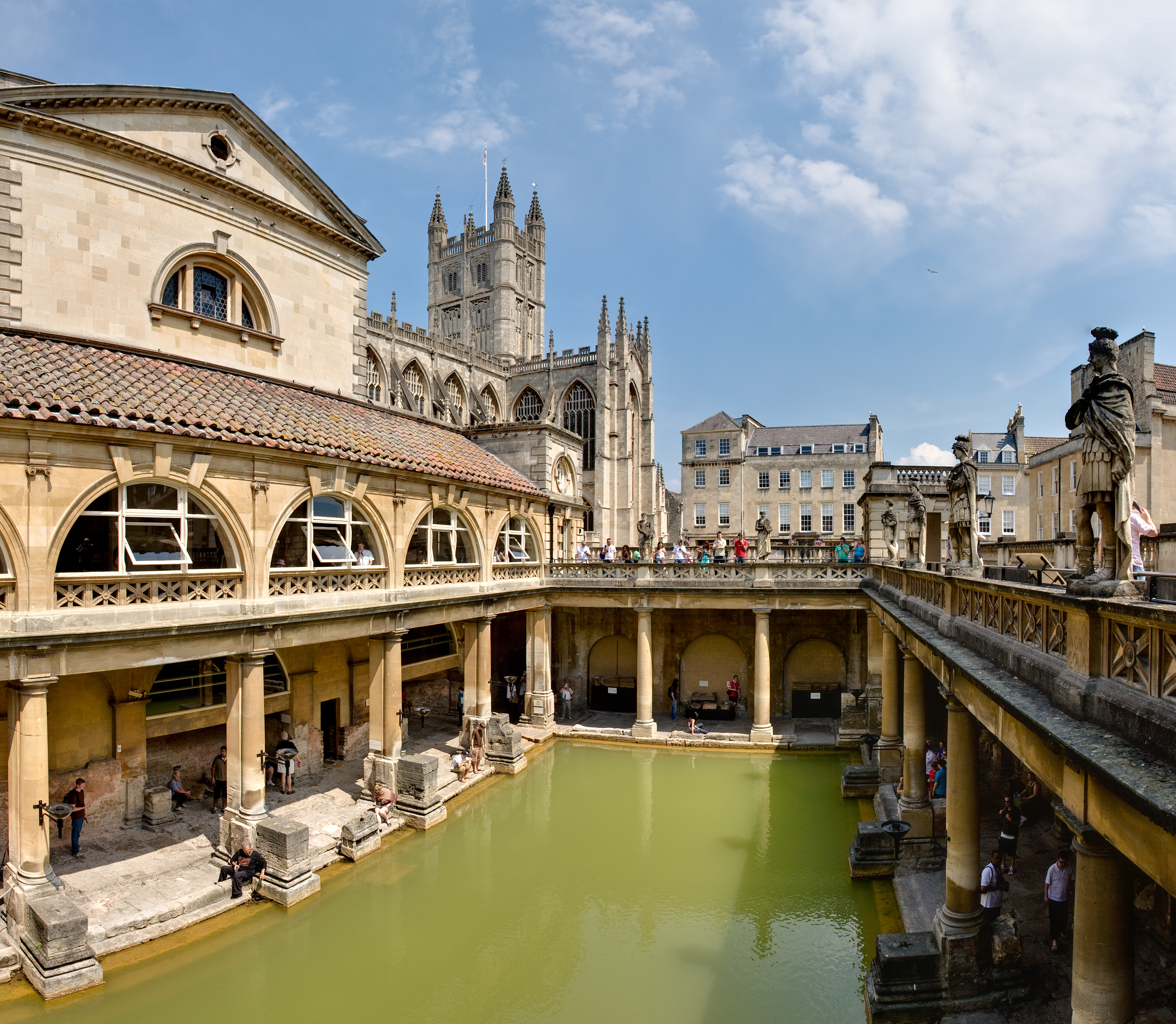
Antiguos baños romanos en Bath, Inglaterra.

El "Gran Baño" del yacimiento de Mohenjo-Daro, en el actual Pakistán, fue probablemente la primera piscina, excavada durante el III milenio antes de Cristo. Esta piscina mide 12 por 7 metros, está revestida de ladrillos y se cubrió con un sellador a base de alquitrán.
Los antiguos griegos y romanos construyeron piscinas artificiales para el entrenamiento atlético en las palestras, para juegos náuticos y para ejercicios militares. Los emperadores romanos tenían piscinas privadas en las que también se guardaban peces, de ahí el origen de la palabras latinas "piscina". La primera piscina climatizada fue construida por Cayo Mecenas en sus jardines de la colina Esquilino de Roma, probablemente entre los años 38 y 8 a. C. Cayo Mecenas era un rico consejero imperial de Augusto y considerado uno de los primeros mecenas de las artes.
Los antiguos cingaleses construyeron un par de estanques llamados "Kuttam Pokuna" en el reino de Anuradhapura, Sri Lanka, en el siglo VI d. C. Estaban decoradas con tramos de escalones, punkalas o vasijas de la abundancia, y diseño de volutas.

### SigloXIX
Las piscinas se popularizaron en Gran Bretaña a mediados del siglo XIX. Ya en 1837 existían seis piscinas cubiertas con trampolín en Londres (Inglaterra) Se cree que el Maidstone Swimming Club de Maidstone (Kent) es el club de natación más antiguo de Gran Bretaña. Se fundó en 1844, en respuesta a la preocupación por los ahogamientos en el río Medway, sobre todo porque los rescatadores solían ahogarse porque no sabían nadar hasta un lugar seguro. El club nadaba en el río Medway y organizaba carreras, competiciones de buceo y partidos de waterpolo. La South East Gazette de julio de 1844 informaba de un desayuno acuático: se servía café y galletas en una balsa flotante en el río. El café se mantenía caliente sobre un fuego; los miembros del club tenían que pisar el agua y beber café al mismo tiempo. Los últimos nadadores consiguieron volcar la balsa, para diversión de 150 espectadores.
En 1869 se fundó en Inglaterra la Asociación de Natación Amateur, y en 1909 el Club de Natación de Oxford. La presencia de baños cubiertos en la zona adoquinada de Merton Street podría haber persuadido a los menos aguerridos de la brigada acuática a unirse. Así, los bañistas se convirtieron poco a poco en nadadores, y las piscinas de baño pasaron a ser piscinas. En 1939, Oxford creó su primera gran piscina pública cubierta en Temple Cowley.
Los Juegos Olímpicos modernos comenzaron en 1896 e incluyeron carreras de natación, tras lo cual empezó a extenderse la popularidad de las piscinas. En Estados Unidos, el club Racquet Club de Filadelfia (1907) cuenta con una de las primeras piscinas modernas del mundo. La primera piscina que se hizo a la mar en un transatlántico se instaló en el Adriatic de la White Star Line en 1906. La piscina pública más antigua que se conoce en Estados Unidos, la Underwood Pool, se encuentra en Belmont, Massachusetts.

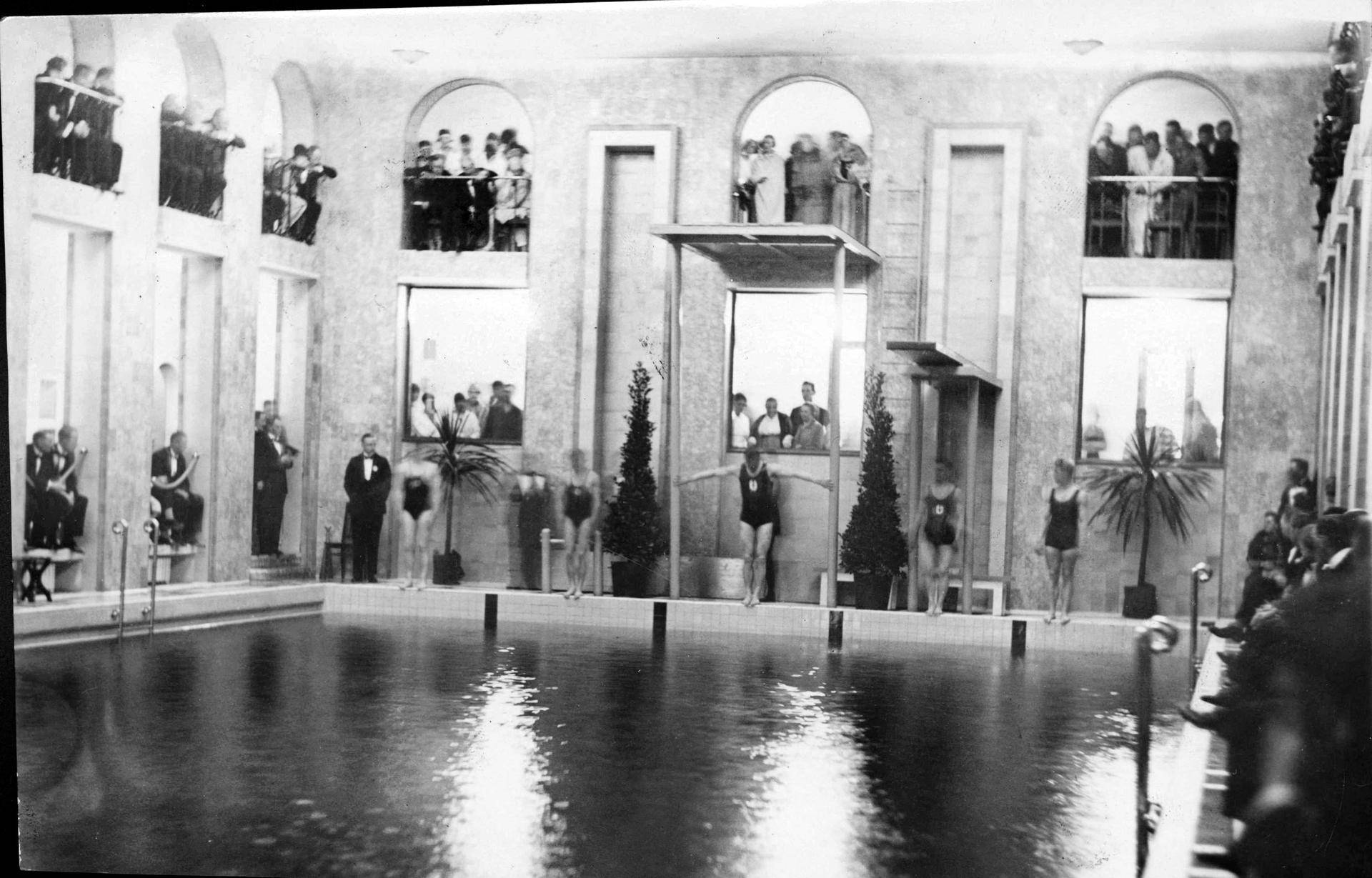
La sala de natación Yrjönkatu, la sala de natación más antigua de Finlandia, fotografiada el día de su inauguración el 4 de junio de 1928 en Kamppi, Helsinki.

El interés por la natación de competición creció tras la Primera Guerra Mundial. Los estándares mejoraron y el entrenamiento se hizo esencial. Las piscinas domésticas se popularizaron en Estados Unidos después de la Segunda Guerra Mundial y la publicidad dada a los deportes de natación por películas de Hollywood como Million Dollar Mermaid, de Esther Williams, convirtió la piscina doméstica en un símbolo de estatus deseable. Más de 50 años después, la piscina doméstica o residencial es algo habitual. Algunas naciones pequeñas disfrutan de una próspera industria de la piscina (por ejemplo, Nueva Zelanda, con una población de 4.116.900 habitantes, es el país más poblado del mundo). 4.116.900 - ostenta el récord de piscinas per cápita, con 65.000 piscinas domésticas y 125.000 piscinas spa).
En el Registro de Lugares Históricos de Canadá figura un edificio de piscinas de hormigón blanco de dos plantas compuesto por volúmenes cúbicos horizontales construido en 1959 en el Royal Roads Military College.

### Récords mundiales

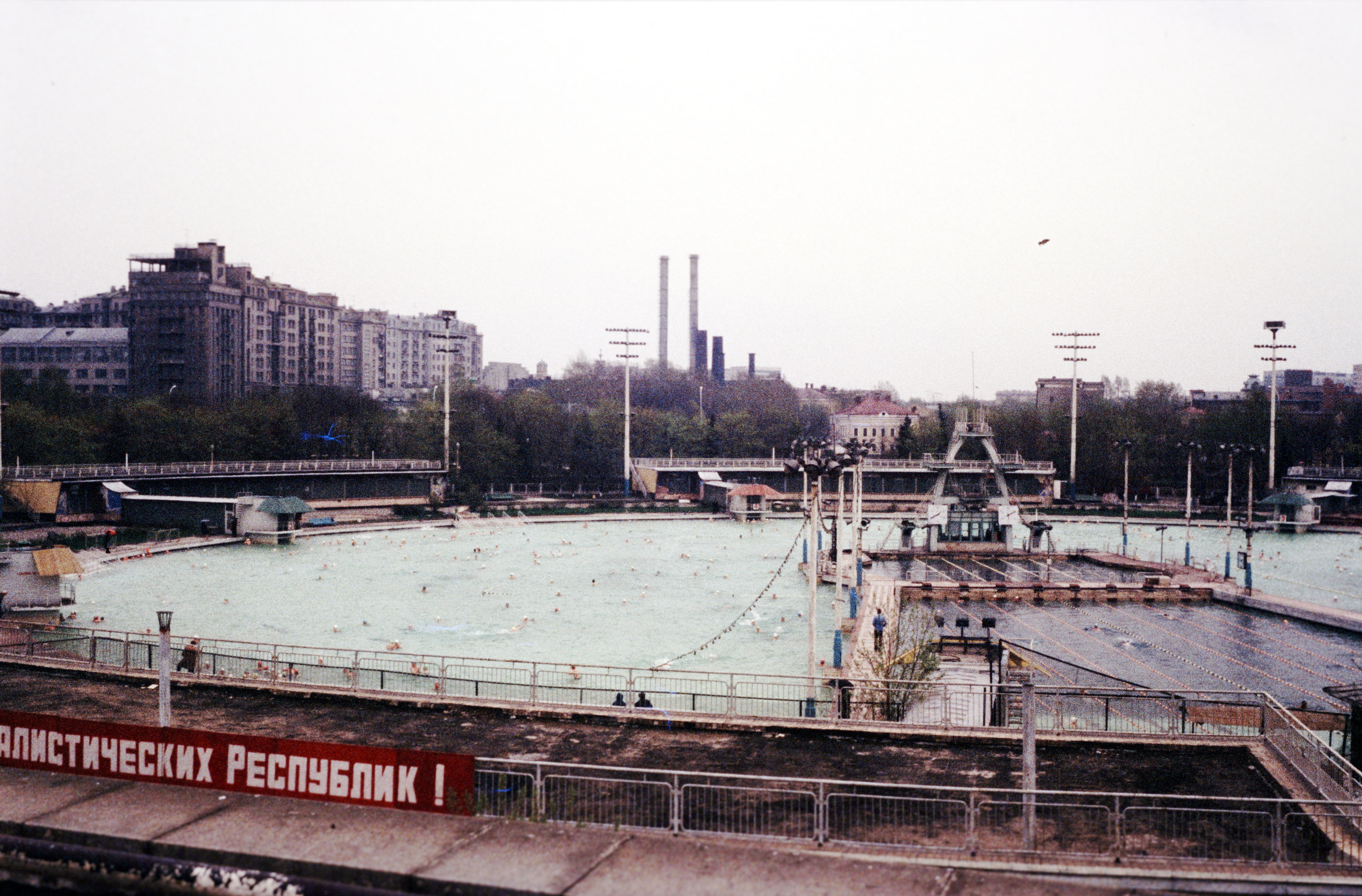
La piscina de Moscú llegó a ser la piscina más grande del mundo.

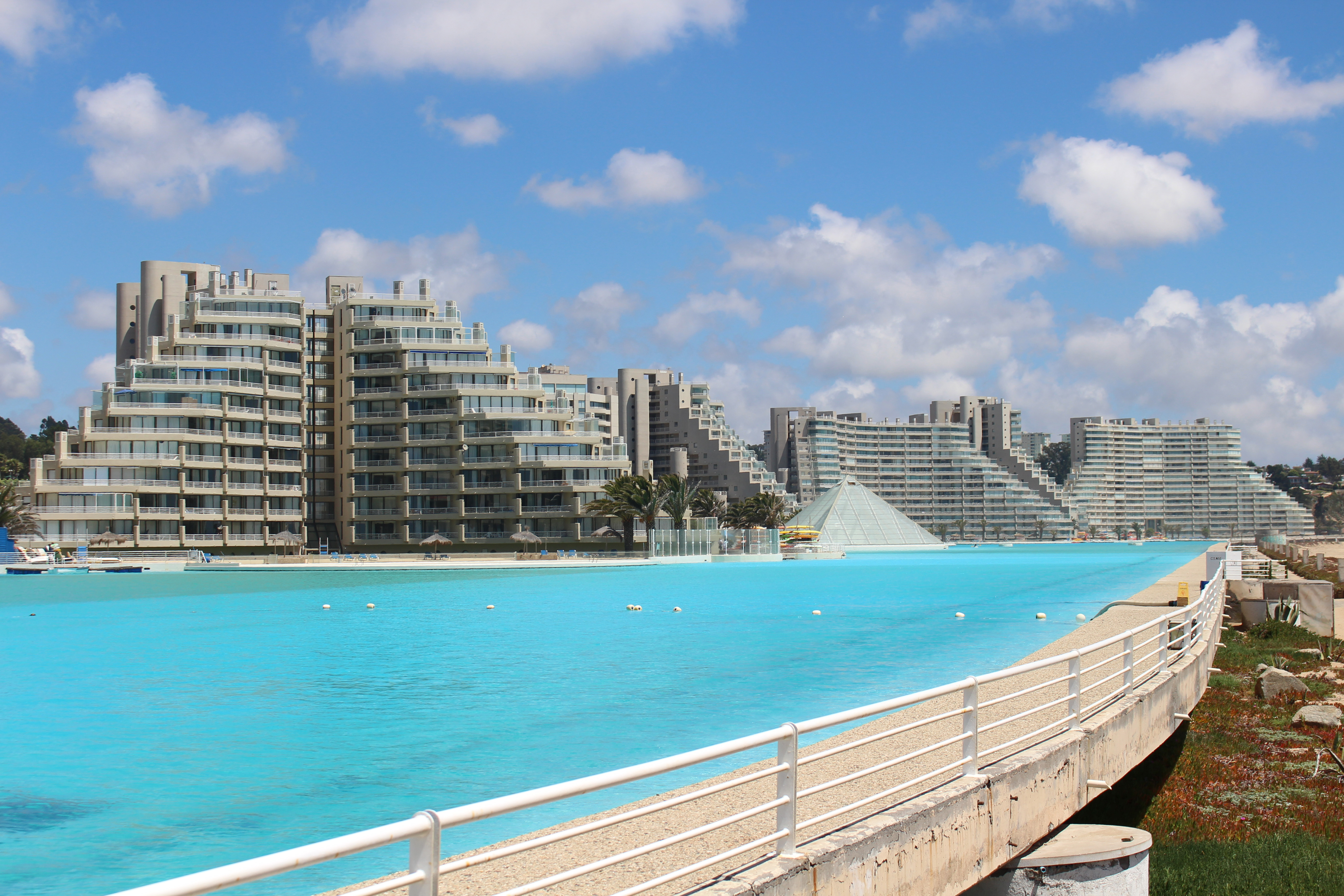
San Alfonso del Mar en Algarrobo (Chile) es actualmente la piscina más grande del mundo.

Según el Libro Guinness de los récords, la piscina más grande del mundo es la piscina de agua salada de San Alfonso del Mar, en Algarrobo (Chile). Mide 1.013 m de largo y tiene una superficie de 8 hectáreas. Su profundidad máxima es de 3,5 m. Se terminó de construir en diciembre de 2006.
La piscina de olas cubierta más grande del mundo se encuentra en el Parque Acuático DreamWorks, dentro del complejo comercial y de ocio American Dream, en el Complejo Deportivo Meadowlands de East Rutherford (Nueva Jersey, Estados Unidos), y la piscina cubierta más grande de Norteamérica está en el Laboratorio de Flotabilidad Neutra de las Instalaciones de Entrenamiento Sonny Carter, en el Centro Espacial Lyndon B. Johnson de la NASA en Houston.
En 2021, Deep Dive Dubai, situada en Dubái (Emiratos Árabes Unidos), fue certificada por el Libro Guinness de los Récords como la piscina más profunda del mundo, con 60 metros de profundidad. La piscina Y-40 del Hotel Terme Millepini de Padua (Italia) ostentó anteriormente el récord, con 42,15 m, desde 2014 hasta 2021.
La piscina Fleishhacker de San Francisco fue la mayor piscina climatizada al aire libre de Estados Unidos. Inaugurada el 23 de abril de 1925, medía 300 x 50 m y era tan grande que los socorristas necesitaban kayaks para patrullar. Se cerró en 1971 por falta de público.
En Europa, la piscina más grande se inauguró en 1934 en Elbląg (Polonia), con una superficie de 33.500 metros cuadrados.
Se dice que una de las piscinas más grandes jamás construidas se construyó en Moscú después de que el Palacio de los Sóviets quedara sin terminar. Los cimientos del palacio se convirtieron en la piscina de Moscú al aire libre tras el proceso de desestalinización. Sin embargo, tras la caída del comunismo, entre 1995 y 2000 se reconstruyó en el lugar la catedral de Cristo Salvador, que originalmente se había ubicado allí.
Se cree que la piscina más alta se encuentra en Yangbajain (Tíbet, China). Este complejo se encuentra a 4.200 m de altitud y cuenta con dos piscinas cubiertas y una al aire libre, todas ellas llenas de agua procedente de fuentes termales.

## Construcción

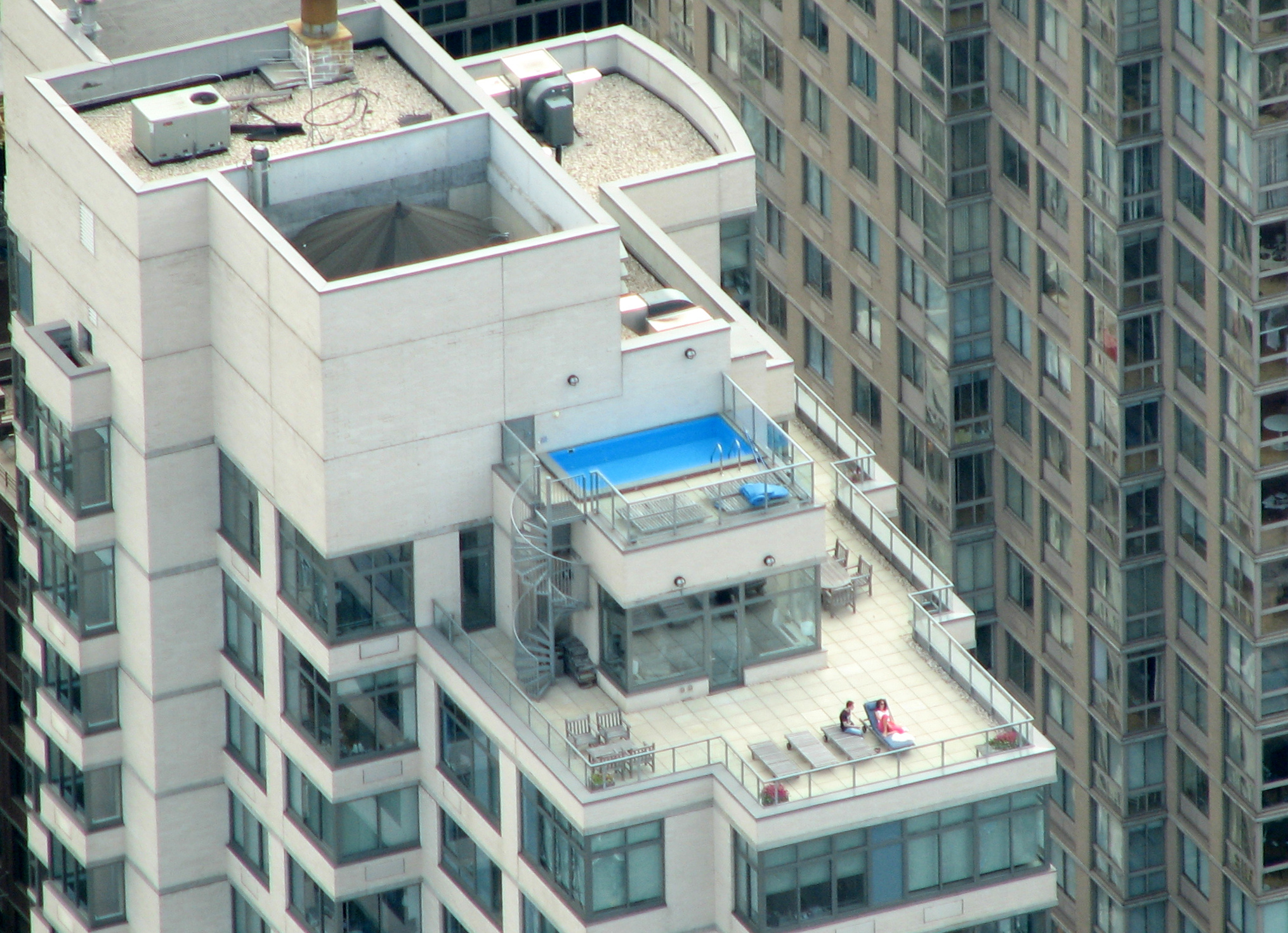
Una piscina en una terraza en Nueva York.

Existen varias modalidades, como las fijas, las portátiles y las desmontables. Y de distintos materiales, como acero inoxidable, poliéster, de hormigón armado, recubiertas de mosaico, etc.
Varios expertos consideran Las piscinas prefabricadas cada día se instalan más en el ámbito doméstico. Según Julio Valderrama Diseñador y constructor, son más rápidas de montar, más económicas y suelen tener un mantenimiento menor que las piscinas tradicionales de hormigón. En las zonas que alcanzan temperaturas bajo cero; afirma Valderrama que es importante que el diseño tenga en cuenta que se pueda cerrar bien la piscina. Esto varía mucho entre las piscinas enterradas y las elevadas.
Si se toman medidas para asegurar correctamente la piscina, disminuye la probabilidad de que la superestructura resulte dañada o comprometida por el agua helada.

## Dimensiones de piscinas deportivas

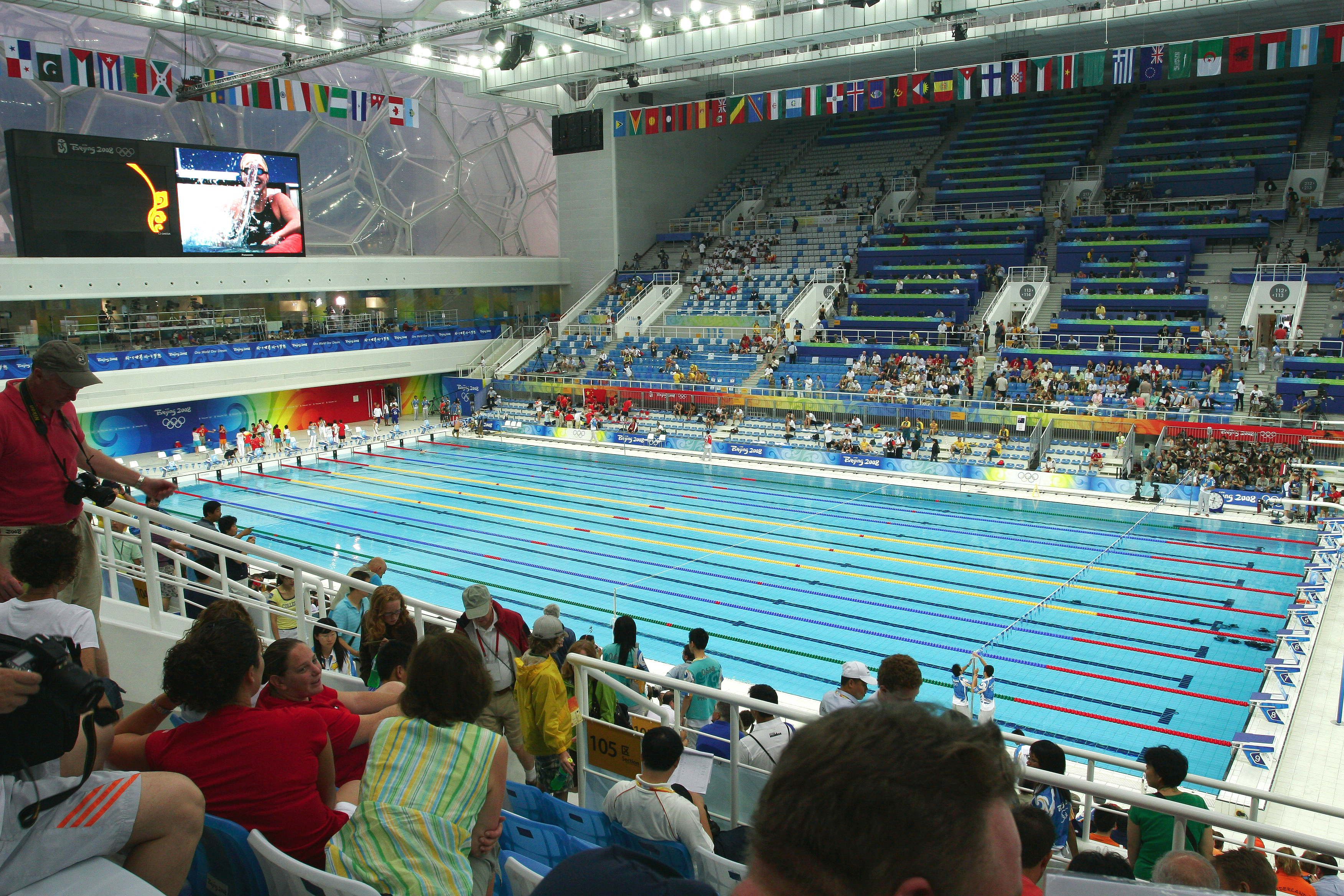
Una piscina olímpica.

Dentro del ámbito deportivo podemos diferenciar tres grandes tipos de piscinas:
- Piscina de 50 metros, o piscina olímpica, denominada así por ser la piscina oficial de los Juegos Olímpicos.
- Piscina de 25 metros, o piscina corta ("semiolímpica").
- Piscina de saltos, de menores dimensiones, pero de mayor profundidad. También se le conoce como "fosa".

Sus usos deportivos son muy variados, utilizándose en el campo de la natación, el waterpolo, el salvamento y socorrismo, la natación sincronizada o los saltos acrobáticos.

## Piscinas recreativas

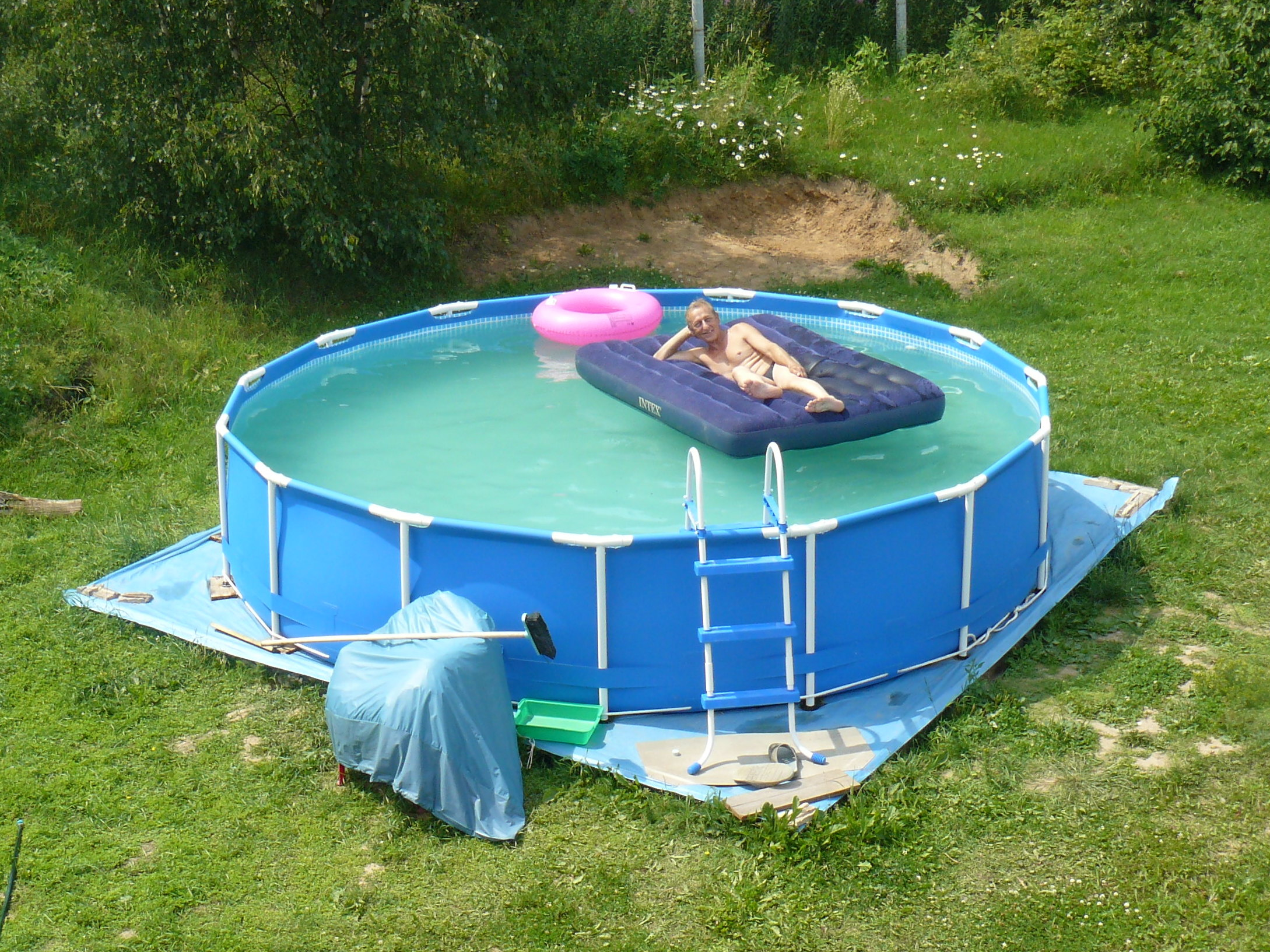
Una piscina elevada sobre el suelo.

Las piscinas no sólo se usan en el ámbito deportivo, también se ubican en los clubes sociales recreativos, centros turísticos, centros de alojamiento (hoteles, hoteles residencia, posadas) y también hay quienes las construyen en el patio de sus casas.
Existen varios tipos a saber:
- Piscinas para niños: Llamadas en México chapoteaderos, son estanques muy pequeños y de escasa profundidad (entre 10 y 25 cm como máximo) a fin de prevenir accidentes, en especial en niños pequeños o quienes no saben nadar. Por lo general suelen estar adosadas de pequeños toboganes para que los niños se diviertan.
- Piscinas familiares: Suelen tener una extensión considerable y una profundidad máxima no mayor de 1,20 m. Como su nombre lo indica, es la más adecuada para toda la familia.
- Piscinas para adultos: Su extensión superficial puede variar entre mediano y grande y estas piscinas poseen una profundidad considerable, en algunos casos pueden llegar a 2,5 a 3 metros de hondo. Para usar las mismas es imprescindible saber nadar (o al menos saber desenvolverse en el agua) a fin de prevenir accidentes por inmersión. Las mismas pueden tener toboganes abiertos o cerrados, trampolines pequeños, etc.
- Tipo jacuzzi: Suelen ser pequeñas y poseen válvulas que lanzan agua a presión, por lo que no se utilizan para el baño y la natación sino más bien para relajarse.
- Piscinas de olas: Estas piscinas tienen entrada sólo por un lado y su profundidad se hace progresiva, pudiendo generalmente en el extremo más profundo tener hasta un máximo de 2 metros. Por medio de un sistema de bombeo, se agita el agua con la finalidad de emular el oleaje marino y dar la sensación de estar en la playa. Se ubican en algunos parques acuáticos y son ideales para aquellas zonas que estén muy retiradas de la costa a fin de crear playas artificiales.

## Métodos de depuración y mantenimiento

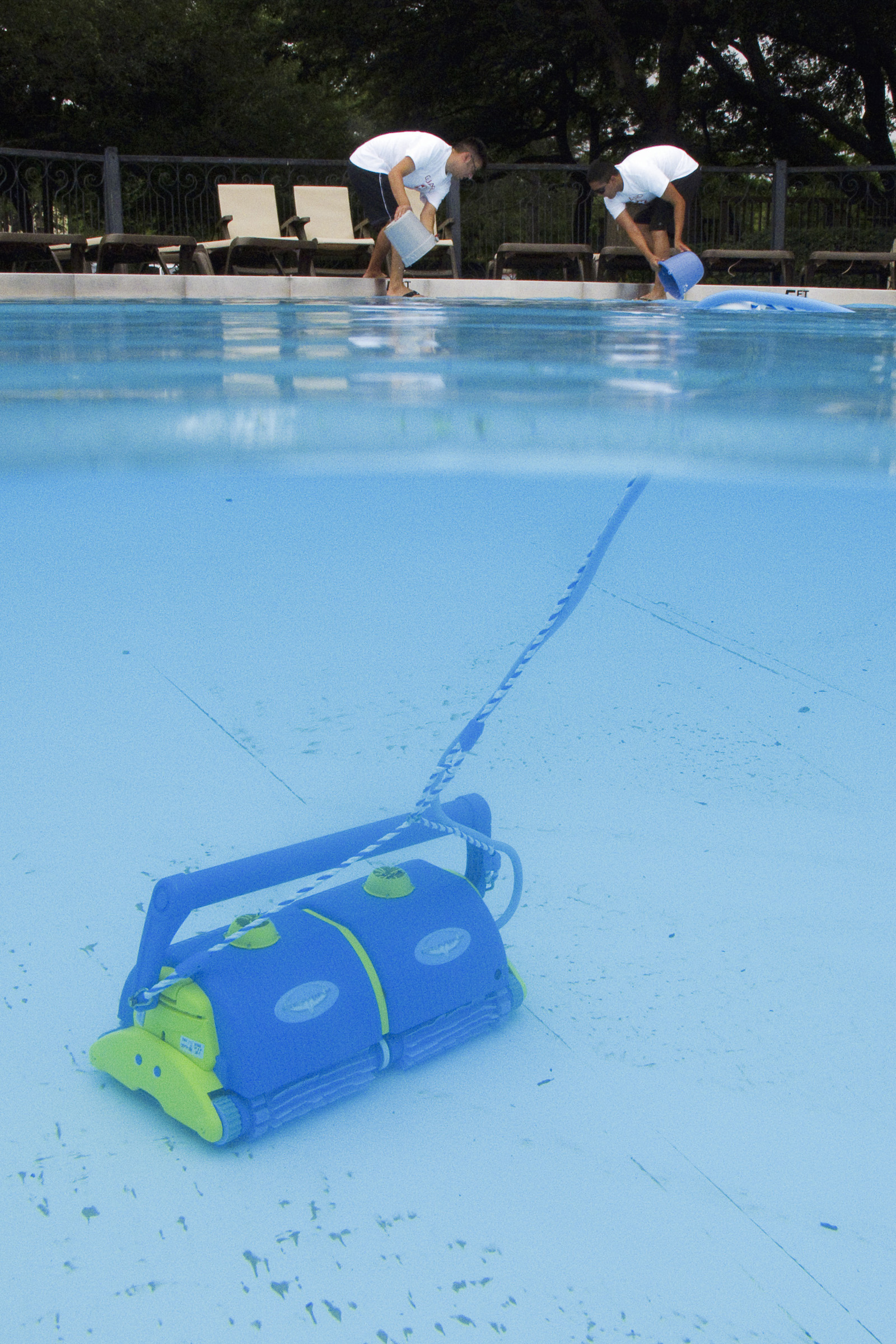
Limpiafondos automatizado

Hoy en día las piscinas han experimentado un significativo avance tecnológico, sobre todo en términos de depuración e higienización del agua. De esta manera el mantenimiento de piscinas se ha ido haciendo con el tiempo mucho más sencillo y agradable de realizar.
En 2013, María I. Hernáiz y Haroldo Level patentaron en Estados Unidos un sistema móvil de limpieza de superficies de piscinas que se moviliza por la fuerza del agua llamado SkimmerMotion.

### Color
Mayoritariamente el color elegido para pintar las piscinas es el azul. Científicamente la explicación se debe al efecto de dispersión de Rayleigh, que hace que el agua absorba con más facilidad las longitudes de onda más largas (que corresponden a los colores cálidos como el rojo o el amarillo) y por contra refleje las longitudes de onda corta (los colores fríos como el azul o el violeta). Como los rayos azules de la luz siempre van a reflejarse sobre el agua, si el fondo también es de color azul va a reflejar todavía más luz, y de esta manera dará una mayor sensación de claridad y nitidez. También influye el hecho de que socialmente se asocia el color azul al agua limpia y al mar.
A veces el color del agua en la piscina varía de azul cielo a verde debido a la variación del índice de refracción con el contenido de iones de calcio soluble en el agua. Cuanto más calcio soluble hay en el agua, mayor es la tendencia del agua a ser de color azul. En el espectro de la luz, el color verde es adyacente al color azul. Desde que el agua este perdiendo iones de calcio gradualmente por el dióxido de carbono del aire disuelto en el agua el color cambiará gradualmente de azul cielo a verde cuando el agua está expuesta al aire o antes y después de la lluvia cuando la presión atmosférica vaya aumentando, haciendo que se disuelva más dióxido de carbono en el agua. El pH y la alcalinidad del agua cae y el agua se vuelve más opaca debido a la sal de bicarbonato de calcio suspendido en el agua. Cuando el agua que se vuelve verde se dejó sin tratar durante aproximadamente dos semanas su color cambiará a verde pálido turbio debido al bicarbonato de calcio y sales de carbonato de calcio suspendidas en el agua que se malinterpreta visualmente como algas.

### Depuración
Con este proceso se trata de que las aguas estén limpias y transparentes. Se hace mediante una recirculación del agua por un filtro adecuado. El filtro consiste en un receptáculo generalmente de forma circular para soportar mejor la alta presión a la que es sometido y lleno por dentro de un material filtrante adecuado que puede ser arena sílice de diferentes granulometrías, carbón activado, cuarzo u otro. El tamaño del filtro tendrá relación proporcional a la cantidad de superficie filtrante necesaria para el caudal de agua, por unidad de tiempo, de la piscina a filtrar. Una bomba autocebante hace pasar el agua por el filtro, reteniendo las impurezas en su interior.
La suciedad del agua puede ser de tres tipos y cada una de ellas tiene un sistema para quitarla:

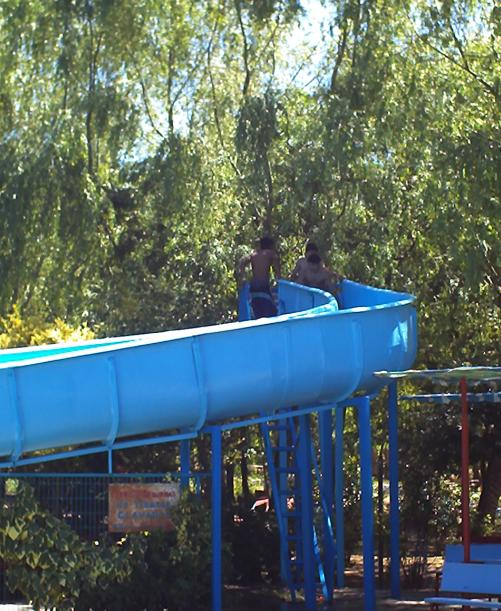
Jóvenes lanzándose desde el Tobogán de la Piscina del Complejo Turístico en Chillán, Chile.

- Jóvenes lanzándose desde el Tobogán de la Piscina del Complejo Turístico ''Paraíso'' en Chillán, Chile.Suciedad superficial: hojas o cualquier otra suciedad, incluidos insectos, que flotan en el agua. Para extraerlos, el retorno del agua de la depuradora se impulsa por unas bocas a flor de superficie que arrojan un chorro de agua proveniente de la bomba de la pileta, hacia el lado contrario en el que unas tomas de superficie (conocidas muy normalmente por su nombre en inglés: skimer) absorben el agua superficial, gracias a las bombas de la depuradora. Las tomas tienen un filtro de gruesos para evitar que las partes más voluminosas de la suciedad superficial, lleguen al filtro de la depuradora.
- Suciedad en la masa: polvo suspendido en el agua, que queda en la arena del filtro de la depuradora al recircular el agua.
- Suciedad depositada en el fondo y paredes: para extraerla es necesario un accesorio, la barredera, que puede ser manual o automática. Para usarla tiene una toma específica, generalmente en una de las paredes del vaso y una válvula (o juego de válvulas) hace que el agua se recoja exclusivamente por ella y no por las tomas de superficie o de fondo, de modo que funciona como una aspiradora, frotando y removiendo la suciedad asentada en el fondo o paredes y depurando el agua antes de volver a introducirla en el vaso.

El filtro requiere una limpieza periódica que se logra haciendo circular el agua en dirección contraria a la de filtrado durante un cierto tiempo, agua que debe ir al sistema de desagüe.

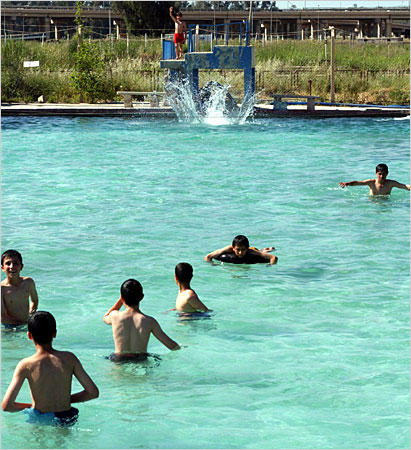
Piscina en Mosul, Irak.

### Higiene
Se trata de evitar que en el agua florezcan microbios u hongos que puedan ser nocivos para los bañistas. Se emplean derivados de cloro, se controla su pH y en ocasiones incluso la temperatura del agua.
Para las algas se emplean agentes floculantes que reducen las algas a residuos sólidos pequeños que quedan en el filtro de la depuradora.
También se puede optar por las piscinas naturales (ver más adelante).

#### Clorado
En el cuidado del agua de una piscina de cloro es necesario tener en cuenta una serie de parámetros:
| Parámetros normales en una piscina | Parámetros normales en una piscina | Parámetros normales en una piscina |
| ---------------------------------- | ---------------------------------- | --- |
| Porcentaje de cloro libre          | 0.90 - 1.50 mg/L (1,5 - 2,0 ppm)   | El cloro puede añadirse directamente, o producirse mediante hidrólisis de sales.                                                                      |
| Salinidad                          | 4 g/L (4 kg/m³)                    | De vez en cuando, puede ser necesaria la aportación de sal.                                                                                           |
| pH                                 | 7,2 - 7,6 (ideal 7,2 - 7,4)        | Puede reducirse mediante la adición de ácido, y aumentarse mediante la adición de una base (pH +), tal como el bicarbonato sódico, de fórmula NaHCO3. |
| TAC, Alcalinidad total             | 8 - 15 °F (80 - 150 ppm)           | Una alcalinidad baja produce un nivel de pH inestable                                                                                                 |
| TH, dureza                         | < 40 °F (<400 ppm)                 | Para reducir la dureza (ablandar) del agua, se realiza un proceso de descarbonatación, mediante la adición de carbonato de sodio, de fórmula Na2 CO3. |

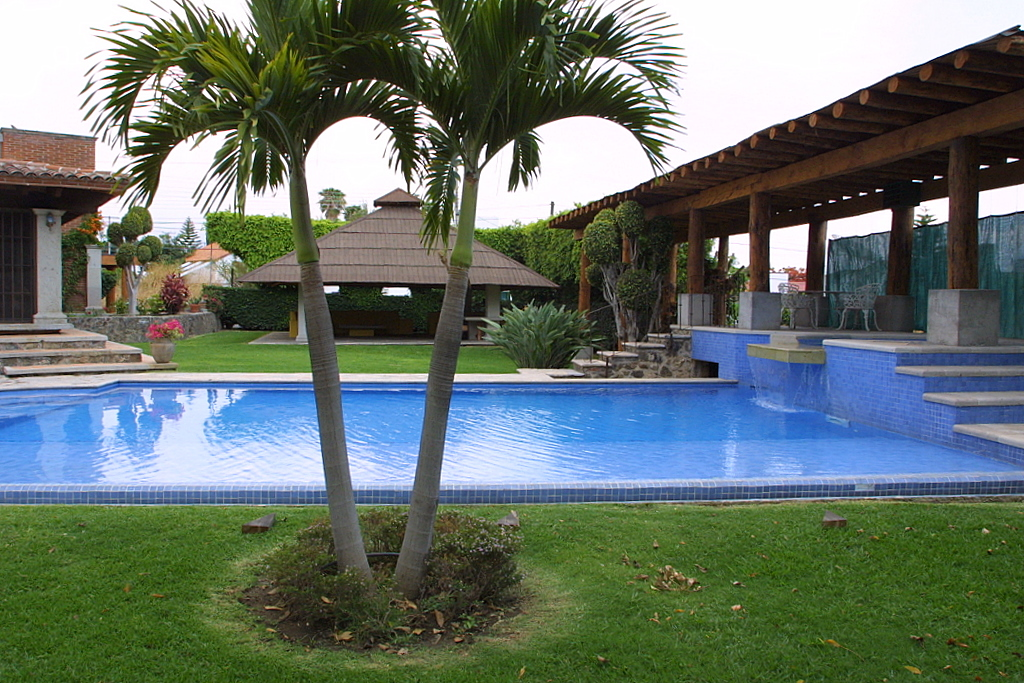
Piscina residencial en México.

Para alcanzar estos valores, se requieren una serie de productos químicos:
- Estabilizante del cloro
- Tratamiento antialgas
- Tratamiento floculante
- Anticalcáreo
- Antimanchas de pared
- Clarificante
- Tratamientos antihongos

### Filtro biológico
Las piscinas naturales no utilizan ningún producto químico, realizan la depuración del agua gracias a un sistema de gravas y plantas acuáticas que limpian el agua de insectos y larvas indeseadas. La calidad del agua es similar a la de un río o un estanque limpio, y se evitan las molestias producidas por el cloro, como los ojos rojos, las reacciones alérgicas, el olor o la sequedad de la piel y el cabello.

## Ahorro de agua
En zonas donde hay dificultades para el suministro de agua, es importante cuidar el gasto de agua. Aunque no se suele contemplar, un gasto importante es el que producen los bañistas al introducirse en el vaso para el baño. Una persona media, de unos 70 kg de masa, desplaza unos 65 litros de agua; 100 personas = 6500 litros, (6,5 m³), que normalmente van al desagüe por los rebosaderos. Cuando ya no hay bañistas debe reponerse con agua de la red. Para evitarlo, es conveniente establecer depósitos proporcionados para retener el agua y reintroducirla cuando la piscina se vacíe de nadadores.

## Toxicidad por exposición al cloro y otros químicos

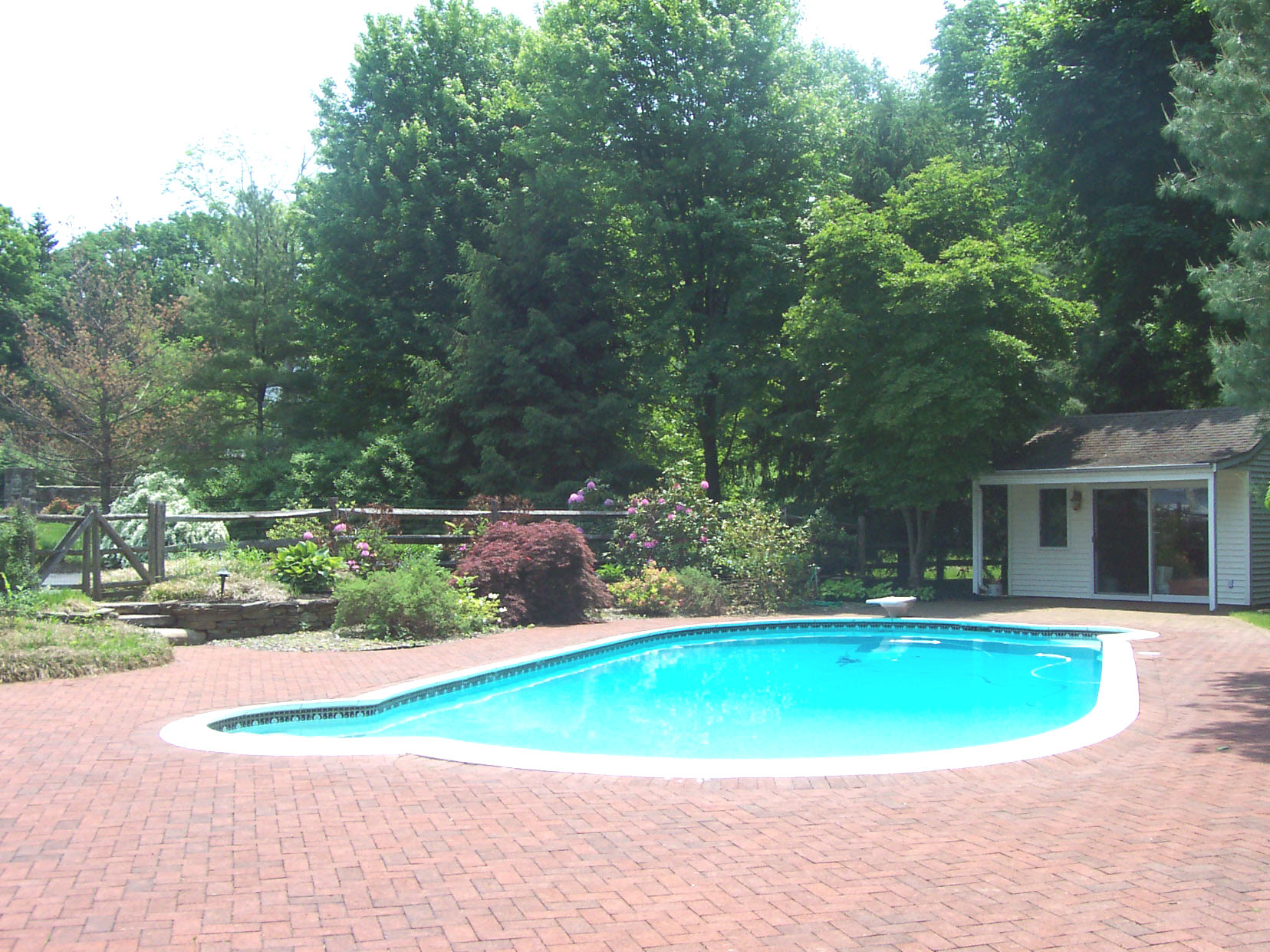
Piscina en Barcelona.

Los nadadores, así como las personas que trabajan en las piscinas, están expuestos a una importante toxicidad química directa de las vías respiratorias por la inhalación del cloro ambiental. Esta toxicidad se produce por la exposición a bajos niveles de cloro de manera continuada y picos de niveles elevados ocasionales involuntarios (exposiciones agudas). Las exposiciones a los niveles más altos se deben a fallos puntuales en los sistemas de cloración automática y negligencia de los operarios de mantenimiento, por falta de conocimiento o ausencia de cultura de seguridad; estos incidentes no son inusuales. 
Otras causas que motivan desprendimiento de cloro al aire con acumulación de niveles excesivos, aunque el nivel de cloro en el agua esté dentro de la normativa, incluyen insuficiente ventilación, actividades con gran agitación del agua (como entrenamientos intensos, niños jugando) y presencia de un elevado número de usuarios.
| Respuesta a la concentración de cloro en aire (ppm: partes por millón) | Respuesta a la concentración de cloro en aire (ppm: partes por millón) |
| Concentración                                                          | Efecto en la salud humana                                              |
| ---------------------------------------------------------------------- | ---------------------------------------------------------------------- |
| 0,1-0,3 ppm                                                            | Umbral para la detección del olor.                                     |
| 1-3 ppm                                                                | Irritación leve de las membranas mucosas. Tolerable una hora.          |
| > 5 ppm                                                                | Irritación de los ojos.                                                |
| > 15 ppm                                                               | Irritación de garganta.                                                |
| 15-30 ppm                                                              | Tos, dificultad para respirar, ardor o dolor en el pecho.              |
| > 50 ppm                                                               | Neumonitis química.                                                    |
| 430 ppm                                                                | Muerte después de 30 minutos de exposición.                            |
| > 1000 ppm                                                             | Muerte en pocos minutos.                                               |

- Exposición continuada a bajos niveles de cloro: Provoca irritación e inflamación de las vías respiratorias y aumenta considerablemente el riesgo de desarrollar asma, bronquitis crónica y ataques aislados de sibilancias. En los adolescentes con atopia, aumenta además el riesgo de desarrollar rinitis alérgica.[31][33]

- Intoxicación por inhalación de niveles elevados de cloro: Puede provocar lesión pulmonar aguda, síndrome de dificultad respiratoria aguda y, hasta en un 1% de los casos, la muerte. Los síntomas y signos de obstrucción de las vías respiratorias derivados de la intoxicación incluyen tos, opresión en el pecho, disnea, sibilancias, estertores, inflamación pulmonar (con o sin infección asociada), edema pulmonar o hipoxemia.[31][38]

Las formas de cloro involucradas en la toxicidad respiratoria no se limitan al cloro gaseoso sino también a los compuestos que se forman por su combinación con otras sustancias, tales como el ácido hipocloroso, el dióxido de cloro y la cloramina. De hecho, debido a que el cloro gaseoso es moderadamente soluble en agua, cuando entra en contacto con las mucosas de las vías respiratorias forma ácido hipocloroso, ácido clorhídrico y diversos oxidantes altamente reactivos, a medida que se va disolviendo en el líquido de la superficie de las vías respiratorias. Esto provoca lesiones que no se limitan a las vías respiratorias inferiores, sino que también puede afectar a los ojos, la piel y las vías respiratorias superiores. La vía aérea se ve especialmente afectada desde la nariz hasta el nivel de los bronquios. El daño oxidativo de las vías respiratorias puede no aparecer de manera inmediata, sino que puede desarrollarse de manera retardada, durante cualquier etapa de la enfermedad (días e incluso semanas después de la exposición al cloro).
El funcionamiento normal de las vías respiratorias puede no volver a restablecerse con normalidad después sufrir lesiones por la inhalación de cloro, dejando secuelas permanentes tales como asma, hiperreactividad inespecífica de las vías respiratorias, síndrome de disfunción reactiva de las vías aéreas, fibrosis pulmonar e hiperplasia mucosa. Una única exposición a niveles elevados es suficiente para provocar secuelas permanentes.
Otras numerosas sustancias químicas también provocan toxicidad respiratoria en las piscinas, tales como las que se liberan al aire como consecuencia de las reacciones entre sí del resto de agentes químicos añadidos al agua de la piscina, de estos con el cloro gaseoso y con la materia orgánica de origen humano. No se conoce aún el número exacto de los diversos compuestos químicos resultantes de estas reacciones ni todos sus efectos concretos sobre la salud, si bien algunos se consideran tóxicos o cancerígenos.

### Accidentes

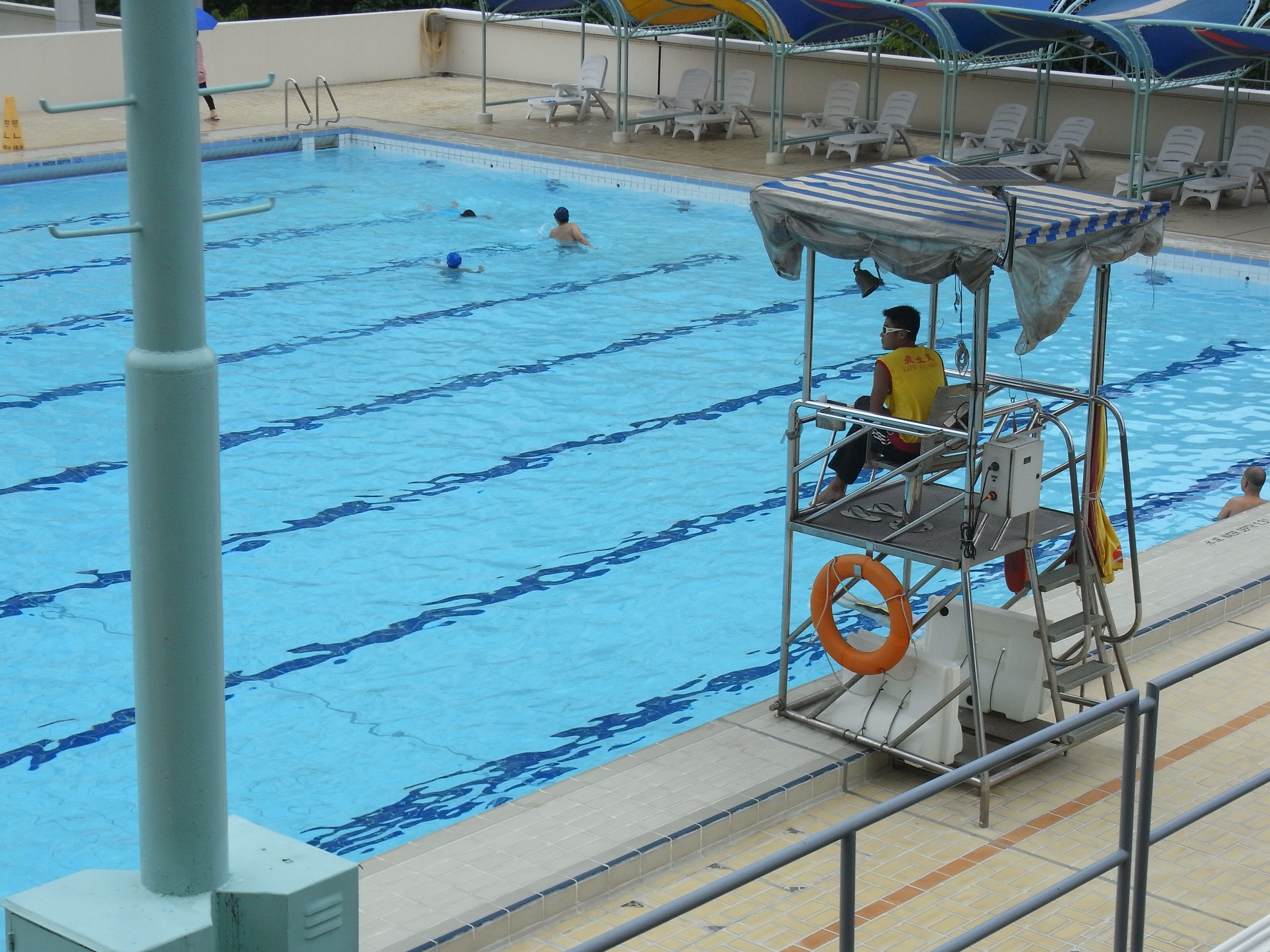
Un socorrista en una piscina de Hong Kong.

Los accidentes por inhalación de productos químicos en piscinas no son hechos inusuales. Algunos ejemplos se detallan a continuación.
En España en 1992, una niña de diez años murió asfixiada por inhalación de cloro en una piscina climatizada cubierta. Otros once niños resultaron intoxicados en el mismo incidente y sufrieron lesiones pulmonares, dos de ellos muy graves. Los hechos se produjeron como consecuencia de una negligencia en la manipulación de los sistemas de depuración del agua.
Entre los años 2008 a 2012 se documentaron 41 accidentes en piscinas por sustancias químicas, con un total de 428 víctimas, una de ellas mortal (un operario) y al menos 1750 personas evacuadas. El número de víctimas en un único incidente osciló desde una sola persona afectada hasta más de 80 intoxicados (Asturias, 2010). La mayoría de los accidentes se produjo en piscinas municipales.